# Eucereon confusum
Eucereon confusum là một loài bướm đêm thuộc phân họ Arctiinae, họ Erebidae.